# Savigny-en-Revermont
Savigny-en-Revermont è un comune francese di 1 189 abitanti situato nel dipartimento della Saona e Loira nella regione della Borgogna-Franca Contea.

## Società

### Evoluzione demografica
Abitanti censiti